# Moratorium
Moratorium je ekonomický, společensko-politický a právní odborný pojem, který v původním slova smyslu (příročí) znamená odklad splatnosti nějakého závazku, odložení splatnosti nějakého dluhu z důvodů mimořádných okolností, například při úpadku velkého průmyslového podniku nebo hospodářsky důležitého koncernu.

## Politika
V politické praxi se užívá jakožto označení pro mezinárodně dohodnuté dočasné zastavení (zmrazení) nějaké důležité činnosti. Může se jednat například o dočasné zastavení výroby, zkoušení a šíření jaderných zbraní, resp. zbraní hromadného ničení apod.

## Insolvenční řízení v českém právu
Jako právní pojem se moratorium používá v insolvenčním řízení, je zakotveno v § 115–127 insolvenčního zákona. Jde o zvláštní ochranný režim, který může využít pouze podnikatel a který spočívá v tom, že od jeho vyhlášení v insolvenčním rejstříku po dobu jeho trvání (maximálně tři měsíce) nelze rozhodnout o úpadku, ačkoli jinak insolvenční řízení běží dále a může být např. ustanoven tzv. předběžný správce pro správu dlužníkova majetku.
Při jeho vyhlášení insolvenční soud návrh věcně nezkoumá, moratorium vyhlásí, jsou-li splněny pouze formální náležitosti. Může ho ale ještě před uplynutím vyhlášené doby zrušit, jestliže to navrhne většina věřitelů, jestliže dlužník v návrhu na jeho vyhlášení uvedl nepravdivé údaje nebo jestliže tím sledoval nepoctivý záměr, zejména přednostní uspokojení jen některých věřitelů. Zanikne též zastavením insolvenčního řízení.